# Lulustein

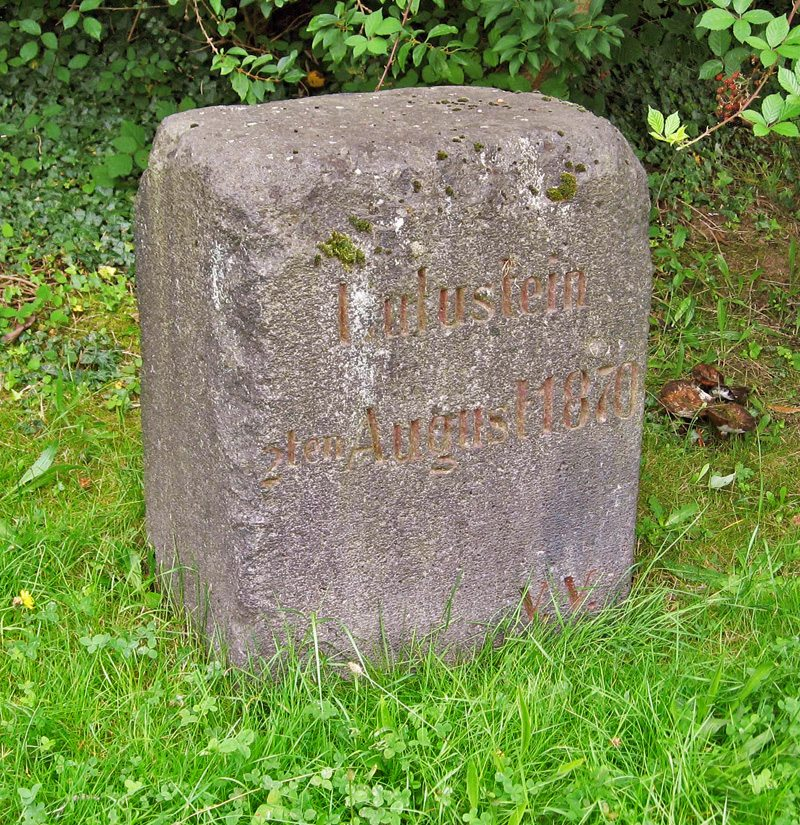
Der neue Lulustein (2011)

Der Lulustein (auch Napoleonstein) ist ein Gedenkstein für Napoléon Eugène Louis Bonaparte in Saarbrücken. Das Denkmal befindet sich in der Straße Lulustein auf der Rückseite der Sport- und Festhalle des ATSV Saarbrücken im Stadtteil Alt-Saarbrücken auf der Bellevue.

## Geschichte

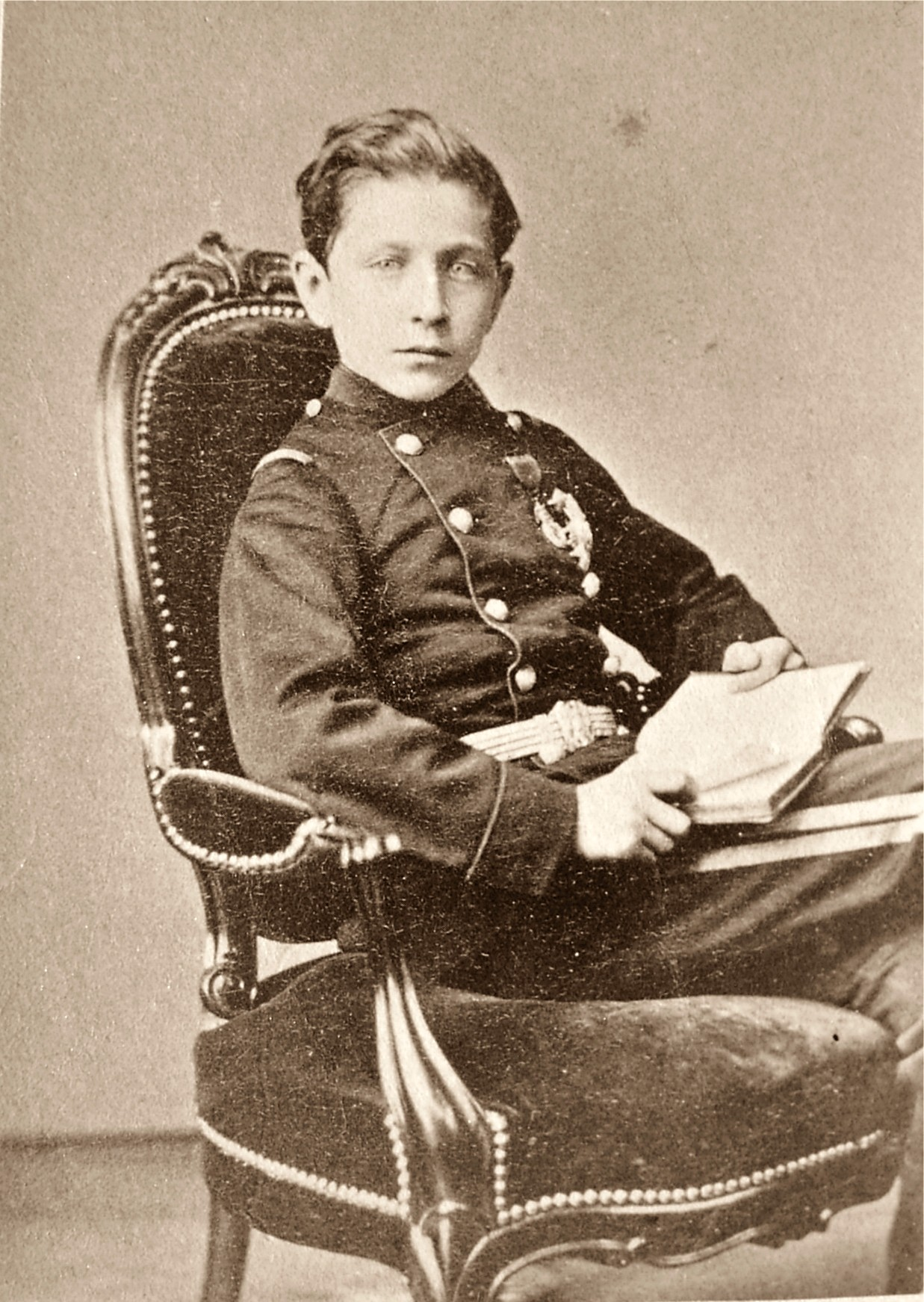
Napoléon Eugène Louis Bonaparte, 18. Juni 1870

Nach mündlicher Überlieferung soll hier, auf dem damaligen Exerzierplatz von Saarbrücken, der 14-jährige Napoléon Eugène Louis Bonaparte, Kosename „Lulu“, am 2. August 1870 zu Beginn des Deutsch-Französischen Krieges zum ersten Mal ein Geschütz abgefeuert haben. Der Prinz durfte unter Aufsicht Napoleons III. und erfahrenen Soldaten an der Kurbel einer Mitrailleuse drehen. Dabei ließen einige der umstehenden Soldaten ihn hochleben und riefen „vive le prince impérial!“, während andere vor Rührung geweint haben sollen. Die Stelle markiert zugleich das weiteste Vordringen der französischen Armee. Französische Truppen unter Frossard hatten die strategisch bedeutsame Anhöhe besetzt und beschossen von hier aus die neue Brücke (die heutige Luisenbrücke), den Bahnhof in St. Johann und die preußischen Truppen, die sich auf den Rastpfuhl zurückgezogen hatten. Der französische Vorstoß richtete sich gegen die mittlere Saar. Alt-Saarbrücken wurde besetzt. Kaiser Napoleon III. selbst verfolgte mit seinem vierzehnjährigen Sohn das Vorgehen seiner Truppen. Vier Tage später, am 6. August 1870, wurden die Franzosen in der Schlacht bei Spichern geschlagen.

## Gedenkstein

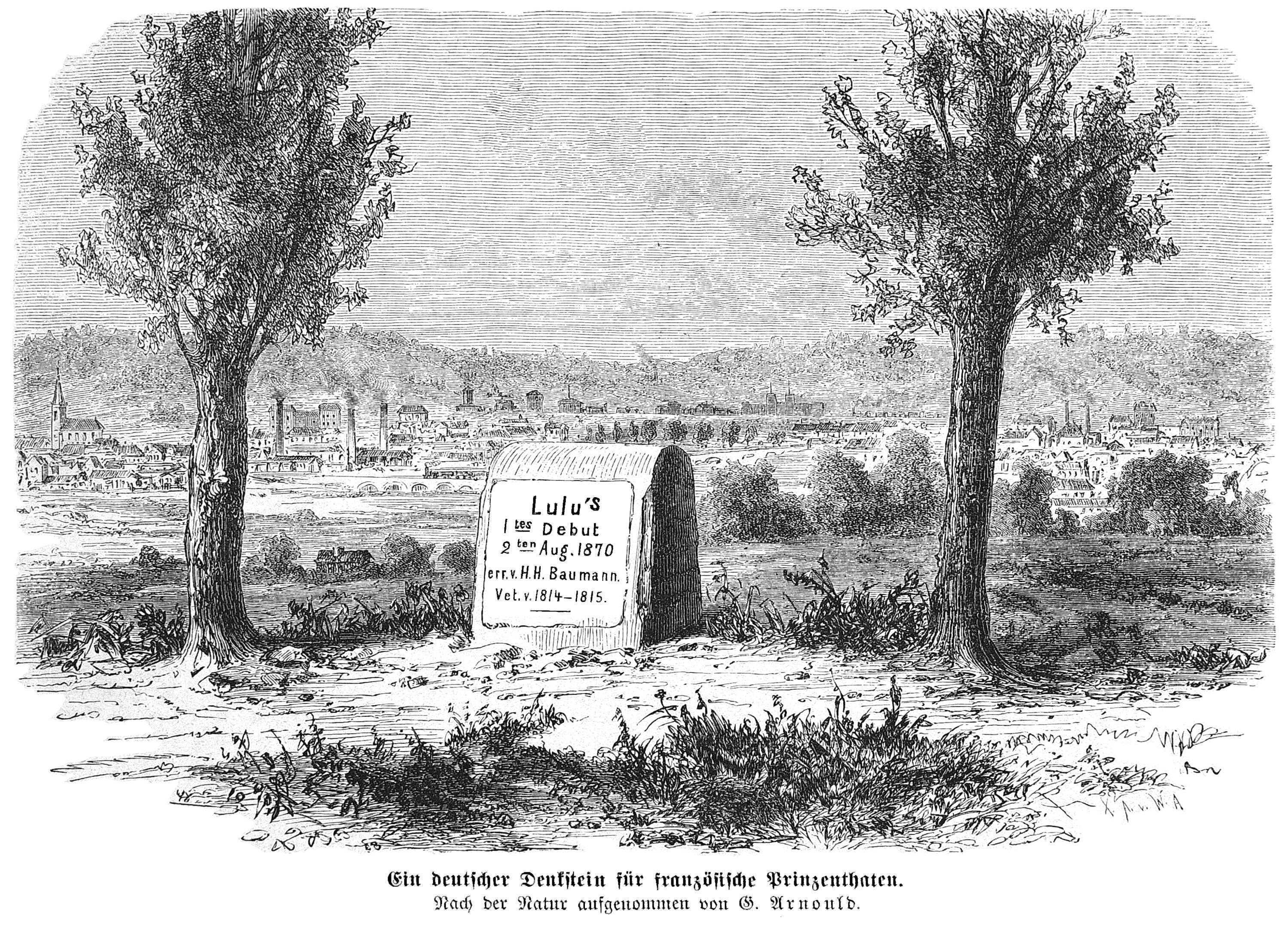
Zeichnung des Lulusteins in der Zeitung Die Gartenlaube von 1871

Die Idee, an dieser Stelle einen Stein zu setzen, kam dem Veteranen der Befreiungskriege H. H. Baumann aus Bremen, der nach dem Krieg die Schlachtfelder besuchte. Auf dem ursprünglichen Stein stand folgende Inschrift:
Lulu’s erstes Debut 2ten August 1870, err. v. H. H. Baumann, Vet. v. 1814–1815. Auf der Abbildung in der „Gartenlaube“ erkennt man die damalige freie Sicht vom Lulustein auf die Saarstädte, links Malstatt, in der Bildmitte den Bahnhof in St. Johann und rechts Alt-Saarbrücken. Inzwischen ist der ehemalige Exerzierplatz vollständig bebaut und in das Wohngebiet Alt-Saarbrückens einbezogen.
Der Lulustein entwickelte sich zusammen mit dem Ort der Schlacht von Spichern zu einem beliebten Ziel für Touristen. In der „Gartenlaube“ aus dem Jahr 1871 ist zu lesen, dass bereits zahlreiche Stücke vom Stein als Souvenir abgeschlagen und selbst aus den danebenstehenden Pappeln „Andenken herausgeschnitzt“ wurden. Schon bald als Sehenswürdigkeit auch in Reiseführern beschrieben war das Objekt im Juni 1873 „allmälig durch den Zerstörungseifer Reliquien sammelnder Touristen so weit demolirt worden, daß schließlich nur noch ein kaum aus dem Erdboden hervorragender Stein“ die Stelle des „historischen“ Mitrailleusenschusses bezeichnete und durch ein „stattliches Monument von etwa 3 Fuß Höhe und Breite und 2 Fuß Dicke“ ersetzt wurde. Hierüber berichtete ein Leser der Illustrirten Zeitung:

„Daß Sie bei Ihrem Besuch in Saarbrücken im verflossenen Monat den ‚Lulustein‘ vergeblich gesucht, nimmt uns nicht wunder, da derselbe durch den Zerstörungseifer Reliquien sammelnder Touristen fast gänzlich demolirt worden war. Die Stammgäste des saarbrückener Bierlocals ‚Zur blauen Hand‘ haben vor wenigen Tagen an der gleichen Stelle einen 3 Fuß hohen Steinblock errichtet, welcher auf der einen Seite eine eiserne Tafel mit der Inschrift ‚Lulu's erstes Debut. 2. August 1870‘ trägt. Auf der andern Seite ist das Datum in Lapidarschrift wiederholt, während die West- und Ostseite des Steins mit symbolischen Figuren versehen ist; auf ersterer macht ein in Stein gehauener Hase Männchen, auf letzterer hebt sich eine gewaltige blaue Hand (als Hinweis auf die Stifter) von der Steinfläche ab.“

Auch dieser Ersatzstein war freilich ein Jahr später „schon arg zugerichtet“. Gleichwohl wurde der Lulustein auch weiterhin als Verkörperung des deutschen Sieges über Frankreich politisch instrumentalisiert: So versäumte es der preußische Kultusminister Adalbert Falk bei seiner Reise durch die Rheinprovinz im Sommer 1875 nicht, sich trotz eines nur zweistündigen Aufenthaltes in Saarbrücken zum alten Exerzierplatz zu begeben, „um die historische Stätte zu betreten, auf welcher ‚Lulu‘ seinen weltberühmten Kanonenschuß in eine wehrlose Stadt abfeuerte und welche zum Andenken mit dem ‚Lulustein‘ versehen ist.“ Aus einem 1876 veröffentlichten Beitrag ist entsprechend zu erfahren, dass die Bäume neben dem Lulustein „von den neugierigen Gästen“ zur Gewinnung von „Andenken an eine große Zeit“ dermaßen beschnitten wurden, dass „sie auf Mannshöhe kaum ein Stück Rinde haben.“

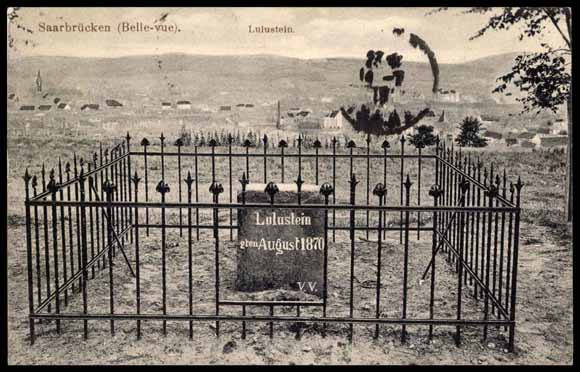
Der Lulustein auf einer 1919 versandten Postkarte

Im Jahr 1914 wird der Stein als „mehrmals erneuert“ bezeichnet. Ursprünglich stand er mit der Inschrift nach Frankreich. Später wurde er einige Meter verschoben und um 180 Grad gedreht, damit man die Inschrift von der Straße aus sehen kann. Der jetzige Lulustein aus schwarzem Granit trägt die Aufschrift „Lulustein 2ten August 1870 V.V.“
In Saarbrückens Nachbarstadt Völklingen markiert ein gleichartiger Gedenkstein am Hühnerscharberg die Stelle des weitesten Vordringens der französischen Armee auf preußisches Gebiet am 2. August 1870, von der aus die Stadt Völklingen beschossen wurde.

## Legende
Lulus Debüt bezieht sich auf eine Legende: Napoleon III. nahm seinen Sohn Lulu mit 14 Jahren auf den Feldzug mit, auf dass er das Kriegshandwerk von der Pike auf lerne, damit, wie der Vater hoffte, aus dem kleinen Napoleon einmal ein großer werde. In Saarbrücken, in Feindesland, angelangt, meinte Napoleon zu seinem Sohn Lulu, dass es nun Zeit für die erste Lektion sei, das Abfeuern einer Kanone. Diese bestand Lulu dann auch sehr gut. Die Ausbildung konnte dann allerdings nicht weiter gehen, weil danach zurückgegangen wurde. Der Kladderadatsch veröffentlichte gleich in der nächsten Ausgabe am 7. August 1870 ein satirisches Gedicht und eine Karikatur:
Der erste Unterricht

 

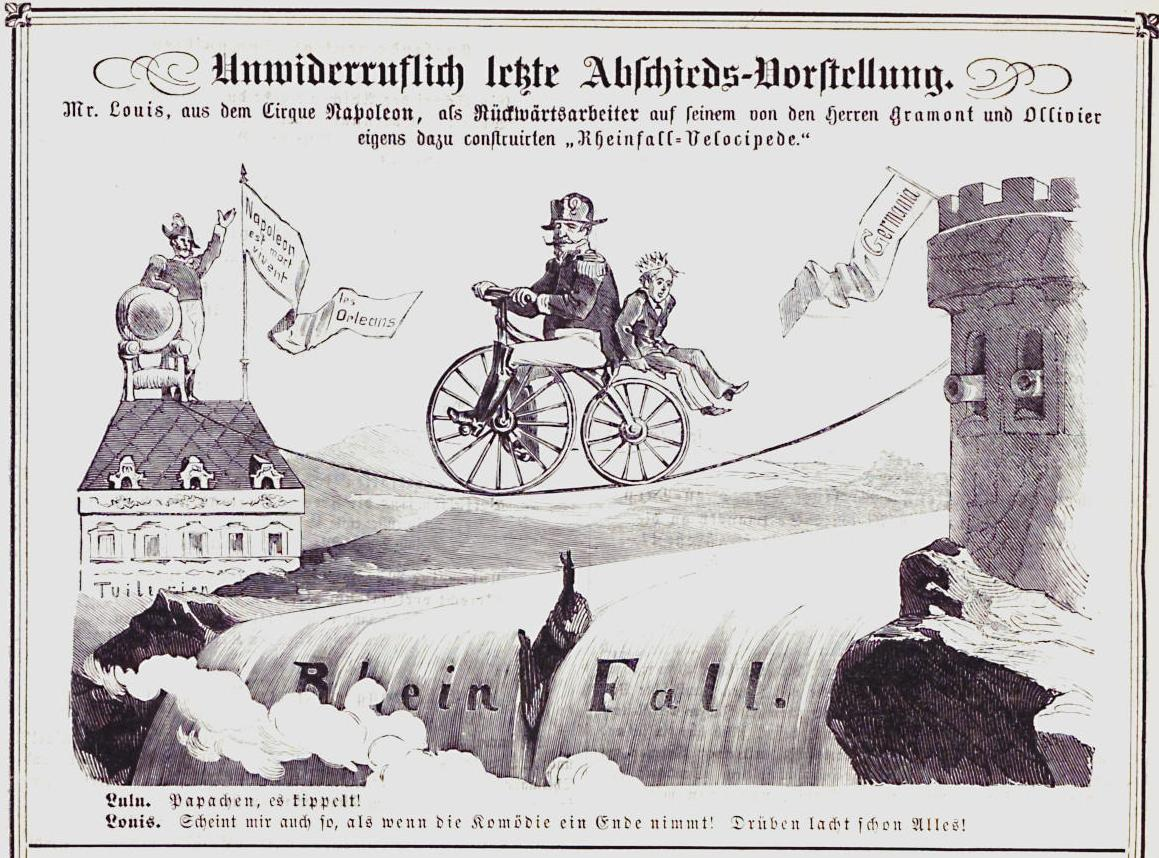
Lulu und Napoleon bei ihrer Abschiedsvorstellung. Der Rheinfall liegt allerdings in der Schweiz, gemeint ist hier, durch die auf dem „h“ liegende Wolke belegt, natürlich ein Reinfall. (Kladderadatsch, 7. August 1870)

Saarbrücken fiel. Triumph! Victoire!

ER und SEIN Söhnchen war dabei!

Das erste Blatt der neuen Gloire,

Es ist gepflückt mit Jubelschrei.

Wie herrlich meine Kugeln zünden!

Wie fest mein Heer bewährt sich hat!

Ich spie aus dreiundzwanzig Schlünden

Den Tod auf eine – offne Stadt!

O schöne That! – Wie hoch die Flammen

Auflohten von den Dächern rings!

Wie schossen wir das Nest zusammen!

Wie raucht es lustig rechts und links!

Horch, Söhnchen, wie im jähen Falle

Gemäuer und Gebälke kracht!

Den Pechkranz auf die Tempelhalle!

Ja, ja, mein Sohn,  s o  wird’s gemacht!

Dort liegen mit gelähmter Zunge

Die Feinde röchelnd, Leib an Leib;

Und dort – na,  f r e u ’  dich doch, mein Junge! –

Geschichtet liegen Kind und Weib.

Dort hinkt, von Jahren schwer beladen,

Ein Greis – versuch’s und drücke los!

Ein bißchen Uebung kann nicht schaden –

So recht! Du triffst schon ganz famos!
 

 

Am Fenster – nimm dir gut Distance –

Schau dort, ein junges Weibsgesicht!

Zu gutem Schuß ist’s günst’ge Chance –

Leg an, mein Söhnchen, zittre nicht!

Du stehst geschützt ja. Immer dreister,

Eh’ dir der Zielpunkt ist entflohn!

Du zauderst? – Uebung macht den Meister –

Sie purzelt! – Bravo, lieber Sohn!

Dort wankt – du würdest leicht ihn fehlen –

Ein todeswunder Mann einher.

Wie muß der arme Held sich quälen!

Gib, Junge,  m i r  das Chassepot her,

Daß ich den Gnadenstoß versetze

Dem Kerl – er thut mir leid, der Mann. –

Da schnappt er wie der Fisch im Netze!

Gott nehm’ sich seiner Seele an!

S o  wird’s gemacht, mein liebes Söhnchen!

Beherz’ge, was ich dich gelehrt.

Erschießen mußt du dir dein Krönchen

Schon jetzt – z e i g ’  d i ch  d e s  V a t e r s  w e r t h !

Saarbrücken fiel – Triumph! Victoire!

Paris erbebt von Jubelschrei,

Und ruft so Mir als dir zur Gloire:

A u ch  E R  u n d  L u l u  w a r  d a b e i !

## Fortleben des Namens
Eine später gebaute, nahe am Lulustein vorbeiführende Straße mit der Bezeichnung Lulustein bekam ihren Namen nach dem Steindenkmal. Die hier gelegene Sportanlage des ATSV Saarbrücken (Postanschrift: Lulustein 5–9, 66117 Saarbrücken) wurde nach umfangreichen Renovierungsarbeiten und Neugestaltung im Oktober 2021 als Sportanlage Lulustein offiziell eingeweiht.